# Niigata
La ciutat de Niigata (新潟市, Niigata-shi) és la capital de la Prefectura de Niigata, a la regió de Hokuriku, al Japó. És la ciutat japonesa més gran de la costa del mar del Japó. Està situada a la desembocadura del riu Shinano, té indústries tèxtils, metal·lúrgiques i químiques, i una refineria de petroli. El seu port és considerat port franc.